# Warken (Zutphen)
Warken (Nedersaksisch: Warkn) is een buurt en buurtschap in de gemeente Zutphen, in de Nederlandse provincie Gelderland. Het ligt ten westen van Lochem, ten zuidwesten Almen en ten oosten van Warnsveld.
De buurt kent geen echte kern maar vormt het oostelijke buitengebied van Warnsveld. Agrarisch en alleen woonbestemming is ongeveer gelijk verdeeld. Het ligt aan en in het Warkensche Veld. Door de buurtschap loopt de N346. De N314 sluit bij Warken aan op deze weg.
Warken kent een horecagelegenheid die aan een belangrijk knooppunt van wegen ligt, te weten de richtingen Zutphen, Warnsveld, Vorden en Lochem.

## Geschiedenis
De vernoeming van de plaats is in de 12e eeuw in een vervalst document uit 1059. Het werd toen vermeld als Werken. In 1416 werd het vermeld als Warken en in 1665 als Wercken. Qua betekenis van de plaats is veel gespeculeerd, zoals dat het ontstaan is uit een boerderij (een vorewerc) van een landgoed of klooster, met werk duidt op een vestingswerk en dat verschil naar de gereconstrueerde naam Waringen, dat bij de leiden van de persoon Waro zou duiden. Maar deze zouden niet aansluiten op de oude vormen van de plaatsnaam waardoor het onduidelijk is wat precies de plaatsnaam duidt.
In Warken staan veel historische boerderijen, die eind 18de eeuw gebouwd zijn. De boerderij Aalderink bestond als de hofstede 'Het Alerdinck' volgens schriftelijke bronnen al in 1369. De hofstede was toen eigendom van Johan van Ripen. De Aalderink brandde in 1959 af waarna de boerderij van de grond af aan opnieuw is opgebouwd. Bij de boerderij staat een oude lindeboom, een van de oudste lindebomen van Nederland. De boom heeft mogelijk als grensbepaling gediend van de Marke van Warken, deze marke komt in een oorkondeboek uit 1059 voor het eerst voor. De boom zou kunnen zijn neergezet toen de hofstede werd gebouwd, aldus de bomenkenner Bert Schut die onderzoek deed naar de oudheid van de boom.

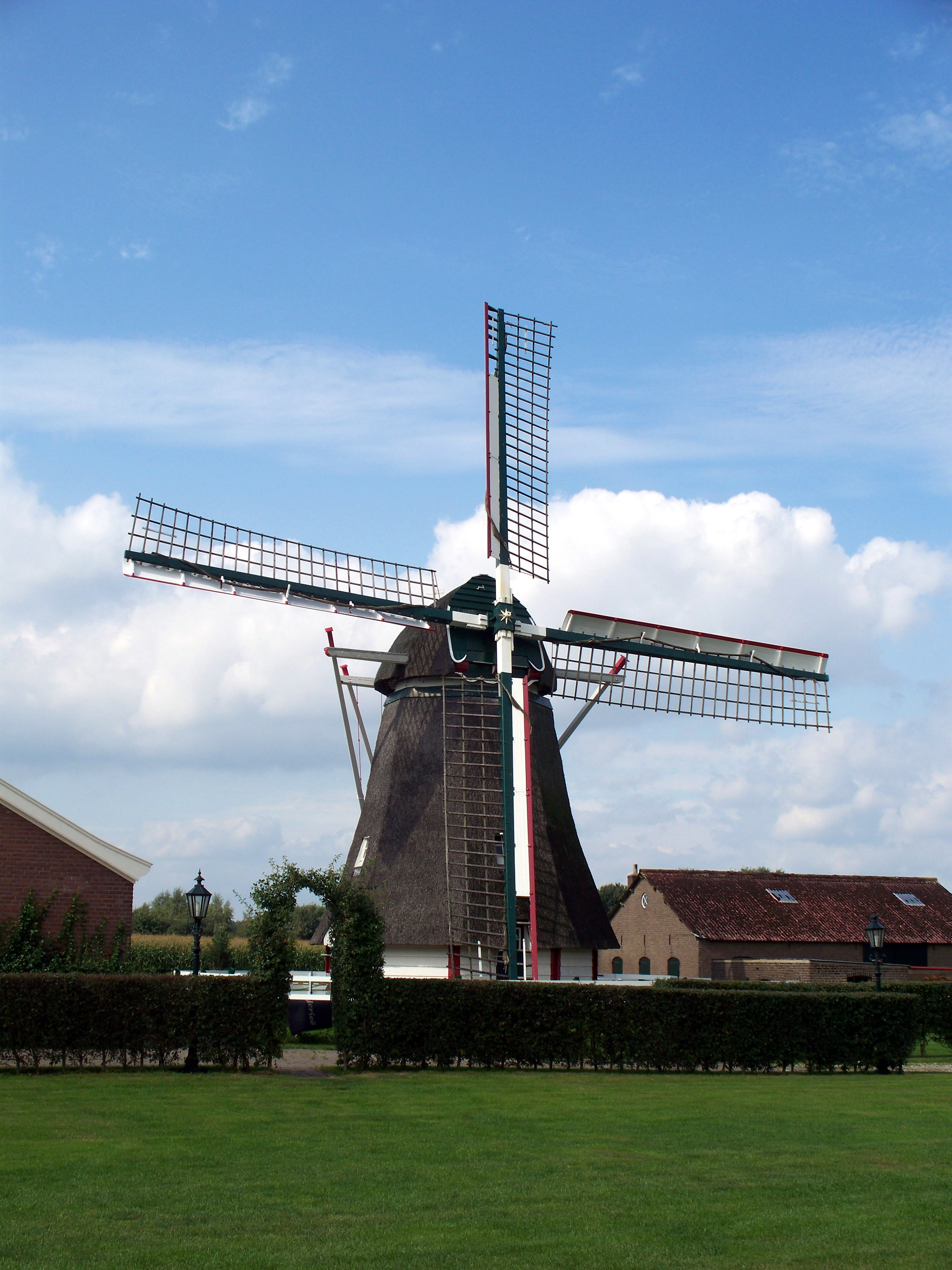
De Warkense Molen te Warken

## Bezienswaardigheden

### Warkense Molen
In Warken staat de Warkense Molen, die gebouwd is in 1878, in opdracht van Jannes Nijendijk. Het is een rietgedekte grondzeiler en een maalvaardige korenmolen. In 1965 werd de molen gerestaureerd en met een stenen voet verhoogd. 

### Bakkerijmuseum
Naast is er ook een museum gevestigd. Het betreft het Bakkerij Museum. Dit museum kent nog originele bakkersoven. Het museum is gevestigd in een oude verbouwde stoltenberg, waar hooi werd opgeslagen.

### Canadese Esdoorn
De Canadese Esdoorn is een door de bewoners van de buurtschap geplante boom die dienst doet als oorlogsmonument. De boom herinnert aan de bevrijding van de buurtschap door de Canadezen in 1945 en aan alle medeburgers die tijdens de bezettingsjaren door oorlogshandelingen om het leven zijn gekomen.

## Evenement
Ieder jaar is er de zogenaamde midzomernacht waarin de bewoners feestvieren.

## Stopplaats
Warken had een stopplaats aan de spoorlijn Zutphen - Winterswijk, destijds aangelegd en geëxploiteerd door de Nederlandsch-Westfaalsche Spoorweg-Maatschappij. Stopplaats Warken lag aan de doorgaande weg van Zutphen naar Vorden en werd geopend op 24 juni 1878. Het was een halte waarbij de reiziger zelf de trein moest laten stoppen om in te kunnen stappen. Het station was tot in de jaren 30 van de twintigste eeuw geopend, de precieze sluitingsdatum is niet bekend.

## Overleden in Warken
- Wim Bos (1928-2007), kunstschilder

Stad: Zutphen      Dorpen: De Hoven · Warnsveld      Buurtschappen: Bronsbergen · Warken

Gelderland: Steden en dorpen in Gelderland      Nederland: Provincies · Gemeenten